# Wolff Stadium
El Wolff Stadium es un estadio de béisbol que estaba localizado en la ciudad de San Antonio, Texas, Estados Unidos. Alberga béisbol de la Liga de Texas desde 1994. El estadio es casa del equipo San Antonio Missions desde su apertura. El estadio albergó la quincuagésima octava edición del juego de estrellas de la Liga Mexicana de Béisbol en 1994 en un partido entre las selecciones de la Liga de Texas que se impuso 5 carreras a 1 a la Liga Mexicana de Béisbol.